# Pálmás Olivér
Pálmás Olivér, születési neve: Paul Olivér, névváltozat: Paál (Budapest, 1902. október 13. – Budapest, 1968. október 24.) magyar zeneszerző, filmzeneszerző.

## Életpályája
1924-ben jogot hallgatott. 1927-ben a Zeneakadémia gyermekszínházában Feld Irén és Feld Mátyás megbízásából gyermekelőadásokhoz készített kísérőzenét. 1928-ban a Magyar Rádió munkatársa volt. 1933-ban a Bethlen Téri Színház számára gyermekelőadásokhoz kísérőzenét szerzett. 1945-ben Paul családi nevét Paálra változtatta.

## Családja
Szülei Paul Antal magánhivatalnok és Verényi Gizella (1877–1972) voltak. Testvére, Paul Tibor (1909–1973) zeneszerző volt. 1933. november 27-én, Budapesten feleségül vette Lantos Klára Teréziát, Lantos Ica (1919–1987) színésznő testvérét, aki később Pataky Miklós (1899–1949) színész felesége volt. 1953-ban Budapesten házasságot kötött Szücs Irénnel.

## Színházi kísérőzenéi
- A tündérke és a vasorrú bába
- Piroska és Hófehérke vagy a csodálatos medve
- Hamupipőke
- Hófehérke és a hét törpe
- Lúdas Matyi

## Filmzenéi
- A telivérek élete (1941)
- Kettesben (1943)
- Egy fiúnak a fele (1943-1944)
- Csiki Borka tánca (1944, befejezetlen)